# Jean-Marie Lustiger
Jean-Marie Lustiger (wym. ʒɑ̃ maʁi lystiʒe ( odsłuchaj); ur. jako Aron Lustiger 17 września 1926 w Paryżu, zm. 5 sierpnia 2007 tamże) – francuski duchowny rzymskokatolicki pochodzenia żydowskiego, biskup Orleanu w latach 1979–1981, arcybiskup Paryża i ordynariusz mieszkających we Francji wiernych obrządków wschodnich w latach 1981–2005, kardynał prezbiter od 1983 roku. Od 1995 do 2007 roku wchodził w skład Akademii Francuskiej.

## Życiorys

### Pochodzenie i młodość
Aron Lustiger urodził się 17 września 1926 roku w szpitalu Rotschilda w Paryżu. Wywodził się z rodziny polskich Żydów z Będzina, która na początku XX wieku opuściła polskie ziemie i przeprowadziła się do Francji. Jego ojciec, Karl (Karol, Charles) Lustiger, urodził się w 1899 roku w Będzinie i był synem przewodniczącego cechu piekarzy mieszkającego wraz z rodziną w kamienicy przy ul. Kołłątaja 34. W 1917 roku wyemigrował z rodzinnego miasta najpierw do Magdeburga, a następnie do Paryża, gdzie osiadł wśród miejscowej emigracyjnej społeczności polskich Żydów. Na miejscu poznał o cztery lata młodszą Gissel-Léę (Gisèle-Léę) Lustiger, pochodzącą z Będzina córkę tamtejszego rabina i jednocześnie swoją daleką krewną. W 1925 roku Lustigerowie pobrali się i otworzyli sklep z wyrobami pończoszniczymi w 18. dzielnicy. Doczekali się dwójki dzieci – oprócz syna Arona mieli także urodzoną w 1930 roku córkę Arlette. Krewnym Lustigerów (kuzynem Arona i Arlette) był Arno Lustiger, mieszkający przez wiele lat w Niemczech historyk i pisarz.
Młody Aron Lustiger w Paryżu ukończył szkołę podstawową, zaś później, w latach 1936–1939 uczył się w paryskim liceum Lycée Montaigne. Tuż przed wybuchem II wojny światowej, w sierpniu 1939 roku Aron i Arlette ze względów bezpieczeństwa zostali przez rodziców oddani pod opiekę zaprzyjaźnionej katolickiej rodzinie Combesów z Orleanu. W Orleanie Aron Lustiger kontynuował naukę licealną w tamtejszym Lycée Pothier w latach 1940–1942, a następnie, do 1943 roku, uczył się w miejscowym niższym seminarium duchownym uzyskując tytuł licencjata. Pod wpływem rodziny Combesów i ich silnej wiary wraz z siostrą postanowili dokonać konwersji na katolicyzm – Aron  po raz pierwszy wolę zostania chrześcijaninem wyraził w 1940 roku tuż przed Wielkanocą. 21 sierpnia 1940 roku Aron Lustiger został ochrzczony w kaplicy domu biskupiego w Orleanie przez biskupa tamtejszej diecezji Julesa-Marie-Victora Courcouxa. Podczas chrztu, w którym uczestniczyli jego rodzice, zmienił imię na Jean-Marie, a jego rodzicami chrzestnymi zostali Suzanne Combes i Jean Bathellie. Lustigerowie ze sceptycyzmem odnosili się do zmiany wiary swoich dzieci (Arlette przyjęła chrzest w późniejszym czasie). Gdy niemieccy naziści i ich francuscy kolaboranci rozpoczęli obławę na Żydów w okupowanej od 1940 roku Francji, Gisèle-Léa Lustiger ukrywała się w Paryżu. W 1941 roku zadenuncjował ją chcący uzyskać przychylność władz okupacyjnych sąsiad, wskutek czego została aresztowana przez Gestapo. Niedługo później wysłano ją do obozu przejściowego w Drancy, skąd następnie trafiła do obozu koncentracyjnego Auschwitz, gdzie została zamordowana w 1943 roku. W tym samym czasie jej mąż wraz z synem przebywali i pracowali w tzw. „wolnej strefie”.
Po wyzwoleniu Francji spod okupacji niemieckiej w 1945 roku ojciec Jeana-Marie, który przeżył wojnę (zmarł w 1982 roku), nie potrafił się pogodzić z decyzją syna o zmianie religii i podjął starania o unieważnienie jego chrztu. Gdy Jean-Marie oświadczył mu, że chce zostać księdzem, Charles Lustiger nie rozmawiał z nim przez dwa lata.

### Kapłaństwo

#### Prezbiter
W latach 1945–1946 Jean-Marie Lustiger studiował literaturę na Sorbonie, z kolei w latach 1946–1954 odbył studia z zakresu filozofii i teologii w seminarium duchownym Séminaire des Carmes będącym wydziałem paryskiego Instytutu Katolickiego. 17 kwietnia 1954 roku otrzymał święcenia kapłańskie w kaplicy Séminaire des Carmes od Émile’a-Arsène’a Blancheta, biskupa tytularnego Lero i rektora Instytutu Katolickiego. Następnie przez piętnaście lat był duszpasterzem akademickim: w okresie od 1954 do 1959 roku pełnił funkcję kapelana parafii uniwersyteckiej w Paryżu, kapelana studentów literatury i nauk Sorbony oraz kapelana studentów Grandes écoles (m.in. ENS de Fontenay-Saint-Cloud), zaś od 1959 do 1969 roku był dyrektorem Centre Richelieu, odpowiedzialnym za kapelanów nowych uniwersytetów regionu paryskiego. Od samego początku swojego prezbiteratu stawiał sobie za cel przywracanie wiary i reewangelizację ludzi w zlaicyzowanej Francji. Był autorem memorandum do ówczesnego arcybiskupa Paryża, kardynała François Marty’ego, w którym zaproponował rewolucyjną strategię reewangelizacji Francji, polegającą na przekierowaniu uwagi Kościoła rzymskokatolickiego ze swojej władzy na intelektualistów i ludzi kultury jako tych, którzy kształtują umysły oraz styl życia w kraju. Podobne stanowisko zajmował w sprawie całej Europy.
W 1969 roku Lustiger został proboszczem parafii św. Joanny de Chantal na obrzeżach Paryża. Podczas pełnienia tej funkcji przez następne dziesięć lat stał się sławny za sprawą swoich kazań i przyjmowania jako wikariuszy duchownych „niewygodnych” w innych parafiach, takich jak np. późniejszy arcybiskup Paryża André Vingt-Trois. Popierał reformy opracowane na soborze watykańskim II jednak uważał, że sposób ich wprowadzania w Kościele rzymskokatolickim pozostawia wiele do życzenia, szczególnie jeśli chodzi o liturgię – ubolewał nad pozbawieniem jej bogactwa symboliki wyrażanej przez słowa, gesty i muzykę.

#### Biskup i kardynał
10 listopada 1979 roku Jean-Marie Lustiger został mianowany biskupem Orleanu, zaś 8 grudnia tego roku otrzymał sakrę biskupią od arcybiskupa Paryża, kardynała François Marty’ego, w asyście arcybiskupa Sens Eugène’a-Marie Ernoulta oraz biskupa tytularnego Reperi i biskupa pomocniczego Paryża Daniela Pézerila. 31 stycznia 1981 roku przejął po emerytowanym kardynale Marty’m stanowisko arcybiskupa Paryża, zaś 12 marca tego roku został także ordynariuszem mieszkających we Francji wiernych obrządków wschodnich. 2 lutego 1983 roku papież Jan Paweł II wyniósł go do godności kardynała z przydzielonym tytułem prezbitera Ss. Marcellino e Pietro.
Jako arcybiskup Paryża Jean-Marie Lustiger w każdą niedzielę wieczorem wygłaszał homilie do intelektualistów w paryskiej katedrze Notre Dame, co było realizacją postulatu zawartego w memorandum, które napisał do ówczesnego arcybiskupa Paryża na początku swojego prezbiteratu. Według George’a Weigla, biografa Jana Pawła II, memorandum to dotarło do Watykanu i sprawiło, że Lustiger został zauważony i doceniony przez papieża. Różni biografowie określali Lustigera mianem „buldożera”, osobowość impulsywną, niekiedy nawet autorytarną, ale jednocześnie bardzo pracowitą i wyróżniającą się głęboką pobożnością. Kierując archidiecezją paryską zainicjował budowę kilku kościołów w stolicy Francji, ponadto wraz z grupą biskupów był pomysłodawcą założenia katolickiej telewizji KTO, którą obecnie można odbierać na terenie całej Francji. Lustiger cieszył się także szacunkiem francuskiej społeczności żydowskiej, jednak niekiedy był przedmiotem krytyki ze strony jej przedstawicieli, m.in. za „ostentacyjne dźwiganie krzyża na Montmartre” w czasie corocznej drogi krzyżowej w Wielkim Tygodniu. Według różnych szacunków Lustiger ochrzcił około stu francuskich Żydów, a czterech z nich zdecydowało się na kapłaństwo.

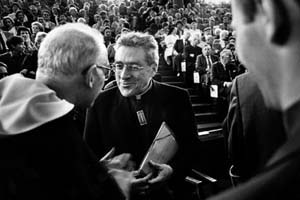
Jean-Marie Lustiger w 1987 roku

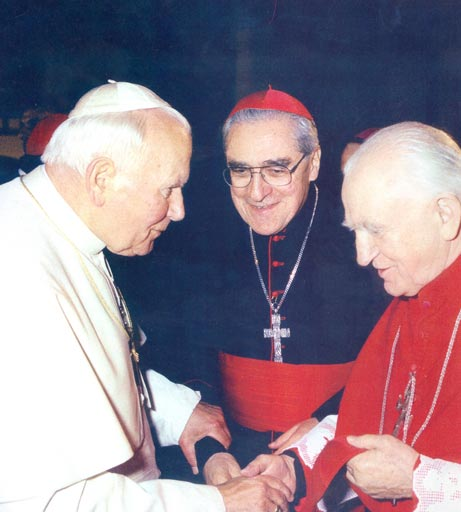
Jean-Marie Lustiger między papieżem Janem Pawłem II a arcybiskupem Zagrzebia, kardynałem Franjem Kuhariciem na zdjęciu z 1997 roku, zrobionym podczas podróży apostolskiej Jana Pawła II do Bośni i Hercegowiny

Kardynał Lustiger wielokrotnie uczestniczył w sesjach Światowego Synodu Biskupów w Watykanie. Był obecny na VI Zgromadzeniu Zwyczajnym Synodu Biskupów (od 29 września do 28 października 1983 roku), II Zgromadzeniu Nadzwyczajnym Synodu Biskupów (od 24 listopada do 8 grudnia 1985 roku) i VIII Zgromadzeniu Zwyczajnym Synodu Biskupów (od 30 września do 28 października 1990 roku). W latach 1990–1994 był członkiem sekretariatu generalnego Synodu. W dniach 28 listopada–14 grudnia 1991 roku uczestniczył w Zgromadzeniu Specjalnym Synodu Biskupów dla Europy w Watykanie, pełniąc jednocześnie funkcję prezydenta-delegata. Brał także udział w Drugim Zgromadzeniu Specjalnym Synodu Biskupów dla Europy w Watykanie w dniach 1–23 października 1999 roku.
W 1993 roku złożył oficjalną wizytę w Będzinie. Była to w sumie jego druga wizyta w mieście, z którego pochodzili jego przodkowie – pierwszą, nieoficjalną, złożył rok wcześniej. Wraz kardynałem Lustigerem do Będzina przyjechała wtedy grupa Izraelczyków. Podczas tej wizyty Lustiger uczestniczył w obchodach 50. rocznicy likwidacji getta będzińskiego, a także dokonał odsłonięcia obelisku w miejscu spalonej w 1939 roku synagogi będzińskiej oraz tablicy poświęconej księdzu Mieczysławowi Zawadzkiemu.
26 listopada 1994 roku na mocy bulli papieskiej Lustiger został przeniesiony do tytułu prezbitera S. Luigi dei Francesi. 15 czerwca 1995 roku wybrano go na członka Akademii Francuskiej. 24 marca 1997 roku, przy okazji kolejnej i zarazem ostatniej wizyty w Będzinie, jako pierwszy otrzymał od miejscowej rady miejskiej tytuł Honorowego Obywatela Miasta Będzina. W 1997 roku był ponadto gospodarzem XII Światowych Dni Młodzieży.
Kardynał był uważany za osobę bardzo bliską papieżowi Janowi Pawłowi II. Towarzyszył mu w wielu jego podróżach apostolskich, m.in. w tej do Polski w 1983 roku, ponadto kilkukrotnie pełnił funkcję osobistego wysłannika tego papieża: na zakończenie obchodów 100. rocznicy ewangelizacji Burundi (Gitega, 22 listopada 1998 roku), na uroczystość upamiętniającą 300. rocznicę poświęcenia katedry nicejskiej (Nicea, 2 maja 1999 roku), na obchody 150. rocznicy utworzenia diecezji Basse-Terre na Gwadelupie (19 listopada 2000 roku) oraz na obchody 60. rocznicy wyzwolenia obozu koncentracyjnego Auschwitz-Birkenau (27 stycznia 2005 roku).
11 lutego 2005 roku zrezygnował z funkcji arcybiskupa Paryża – jego następcą został kardynał André Vingt-Trois. W dniach 11 lutego–5 marca 2005 roku pełnił funkcję administratora apostolskiego Paryża. 14 marca 2005 roku zrzekł się stanowiska ordynariusza francuskich wiernych obrządków wschodnich, zaś w dniach 18–19 kwietnia tego roku uczestniczył w konklawe, które wybrało papieża Benedykta XVI.
31 maja 2007 roku ciężko chory, poruszający się na wózku inwalidzkim Lustiger oficjalnie złożył rezygnację z członkostwa w Akademii Francuskiej. W 2007 roku otrzymał także Nagrodę Jana Nowaka-Jeziorańskiego za „konsekwentne działania na rzecz wartości europejskich, budowy wspólnej Europy i obalenia systemów totalitarnych XX wieku”. Ze względu na zły stan zdrowia nagrodę tę odebrał w paryskim szpitalu.

## Życie prywatne

### Stosunek do własnego pochodzenia
Lustiger sam o sobie mówił w sposób następujący: „Jestem kardynałem, Żydem, synem migranta”. Był zwolennikiem dialogu z judaizmem, a antysemityzm określał mianem „antyteizmu”. Zawsze przy tym podkreślał: „Urodziłem się jako Żyd i jestem nim nadal. Dla mnie powołaniem Izraela jest niesienie światła poganom. Taka jest moja nadzieja i wierzę, że właśnie chrześcijaństwo jest wypełnieniem tej misji”.

### Śmierć i pogrzeb
Jean-Marie Lustiger zmarł po długiej walce z rakiem gardła 5 sierpnia 2007 roku o godzinie 19:20 w szpitalu Maison médicale Jeanne-Garnier w Paryżu. Na wieść o śmierci kardynała papież Benedykt XVI wysłał arcybiskupowi Paryża André Vingtowi-Trois telegram kondolencyjny. 9 sierpnia 2007 roku ciało Lustigera zostało wystawione w paryskiej katedrze Notre-Dame w godzinach od 9:00 do 22:00., z kolei 10 sierpnia tego roku o godzinie 10.00 w katedrze Notre-Dame rozpoczął się pogrzeb kardynała – mszy pogrzebowej przewodniczył kardynał André Vingt-Trois. Liturgię żałobną poprzedziło odmówienie na placu przed katedrą Notre-Dame przez Arno Lustigera, kuzyna kardynała, kadiszu (co wynikało z ostatniej woli zmarłego) oraz odczytanie psalmu 113 przez Jonasa Mosesa-Lustigera, stryjecznego prawnuka Lustigera. 
W uroczystości wzięło udział 5 tysięcy osób, wśród których oprócz rodziny zmarłego znalazł się prezydent Francji Nicolas Sarkozy, premier Francji François Fillon, kilku członków francuskiego rządu, kilkuset różnej rangi duchownych rzymskokatolickich (szesnastu kardynałów, pięćdziesięciu biskupów i pięciuset księży, w tym delegacja Konferencji Episkopatu Polski z prymasem Polski, kardynałem Józefem Glempem, kardynałem Franciszkiem Macharskim oraz arcybiskupem Józefem Życińskim), była pierwsza dama Francji Bernadette Chirac, były prezydent Polski Lech Wałęsa, a także przedstawiciele innych religii i gminy żydowskiej, na terenie której urodził się kardynał. 
W trakcie mszy pogrzebowej kardynał Paul Poupard, przewodniczący Papieskiej Rady ds. Kultury, odczytał przesłanie kondolencyjne papieża Benedykta XVI, a Jonas Moses-Lustiger wsypał do stojącej na trumnie misy, zgodnie z wolą zmarłego, ziemię, którą zebrał przed klasztorem Kuszenia w pobliżu Jerycha i w ogrodzie Oliwnym w Jerozolimie i którą później zaniósł pod Ścianę Płaczu, na Golgotę i do Grobu Pańskiego. Pod koniec uroczystości trumna z ciałem kardynała została złożona w niedostępnej dla zwiedzających krypcie katedry Notre-Dame, znajdującej się pod chórem i będącej miejscem spoczynku arcybiskupów Paryża po XVII wieku. Obok trumny umieszczono misę z ziemią zebraną przez Jonasa Mosesa-Lustigera, a także napis osobiście przygotowany przez Lustigera przed śmiercią o następującej treści: „Moimi patronami byli arcykapłan Aaron, św. Jan – umiłowany uczeń i Matka Boża, Służebnica Słowa. Ja zaś otrzymałem wiarę, otrzymałem chrzest, ale do końca pozostałem Żydem, jak wszyscy apostołowie”.

## Publikacje
Na podstawie.
| - Sermons d’un curé de Paris (1978, Fayard) - Pain de vie et peuple de Dieu (1981, Le Critérion) - Osez croire (1985, Le Centurion) - Osez vivre (1985, Le Centurion) - Premiers pas dans la prière (1986, Nouvelle Cité) - Prenez place au cœur de l’Église (1986, Office chrétien des handicapés) - Le Choix de Dieu – rozmowa z Jeanem-Louisem Missiką i Dominique Wolton (1987) - Six sermons aux élus de la Nation, 1981–1986 (1987) - La Messe (1988, Bayard) - Dieu merci, les droits de l’homme (1990, Critérion) - Le Sacrement de l’onction des malades (1990) - Le Saint-Ayoul de Jeanclos – we współpracy z Alainem Peyrefitte’em (1990, Fayard) |  | - Nous avons rendez-vous avec l’Europe (1991, Mame) - Dare to rejoice – kompilacja amerykańska (1991, Our Sunday visitor) - Petites paroles de nuit de Noël (1992) - Devenez dignes de la condition humaine (1995, Flammarion) - Le Baptême de votre enfant (1997, Fleurus) - Soyez heureux (1997, Nil) - Pour l’Europe, un nouvel art de vivre (1999, PUF) - Les prêtres que Dieu donne (2000, Desclée de Brouwer) - Comme Dieu vous aime – pielgrzymka do Jerozolimy, Rzymu i Lourdes (2001, Parole et Silence) - La Promesse (2002, Parole et Silence) - Comment Dieu ouvre la porte de la foi (2004, Desclée de Brouwer) - Contempler l’Apocalypse (2005, Parole et Silence) |

### Polskie wydania
Na podstawie.
- Kazania paryskiego proboszcza (1985, Znak)
- Pierwsze kroki w modlitwie (1989, Znak)
- Wybór Boga (1992, Znak)
- Msza (1993, WAM)
- Bądźcie szczęśliwi (2002, Znak)
- Bądźcie godni swego człowieczeństwa (2005, Verbinum)
- Kapłani, których daje Bóg (2006, eSPe)
- Jak Bóg otwiera bramę wiary (2006, W drodze)
- Obietnica (2006, eSPe)

## Nagrody i odznaczenia
- Wielka Wstęga Orderu Cedru (Liban)[27].
- Tytuł Baliwa Wielkiego Krzyża Honoru i Poświęcenia (Zakon Maltański)[27].
- Krzyż Wielki Orderu Infanta Henryka (Portugalia)[27].
- Tytuł Honorowego Obywatela Miasta Będzina (Uchwała Nr XXX/237/97 Rady Miejskiej Będzina z dnia 24 marca 1997 roku)[28].
- Wielki Medal Zasługi Miasta Paryża (2006)[29].
- Nagroda Jana Nowaka-Jeziorańskiego (2007)[18].
- Tytuł doktora honoris causa Uniwersytetu w Augsburgu (1989)[30].
- Tytuł doktora honoris causa Uniwersytetu w Melbourne (2001)[31].

## Upamiętnienie

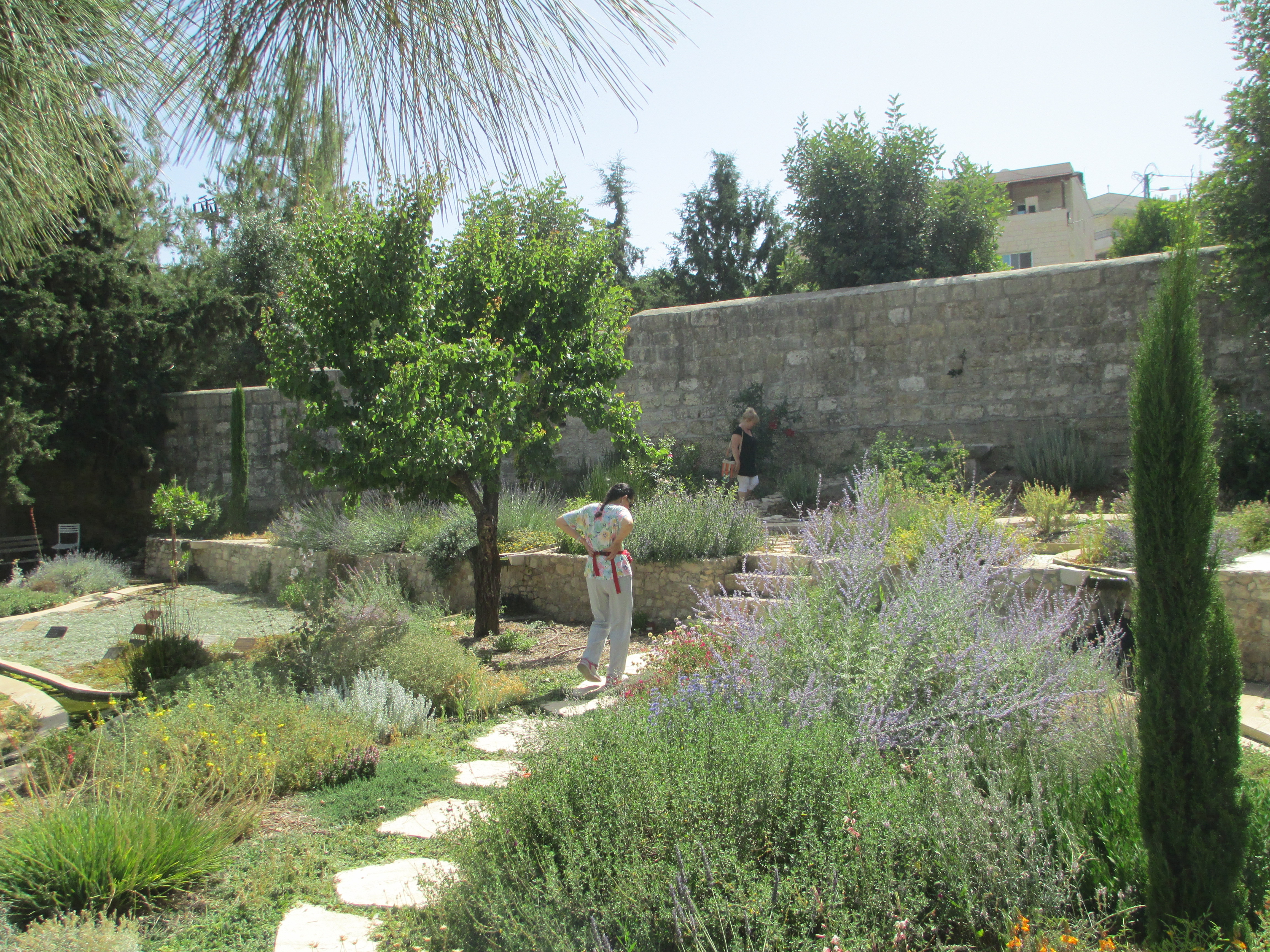
Ogród upamiętniający Jeana-Marie Lustigera na terenie opactwa benedyktyńskiego w Abu Ghausz w 2016 roku

- 23 października 2013 roku na terenie opactwa benedyktyńskiego w Abu Ghausz otwarto ogród upamiętniający Jeana-Marie Lustigera[7][32].
- 13 czerwca 2017 roku na mocy Uchwały Nr XXXVII/294/2017 Rady Miejskiej Będzina imieniem Jeana-Marie Lustigera nazwano plac położony przed siedzibą będzińskiego Starostwa Powiatowego (przedmiotowy obszar otrzymał nazwę „plac kard. Jean-Marie Lustigera”)[33].

## Wykorzystanie w kulturze
Postać kardynała Jeana-Marie Lustigera została przedstawiona w poświęconym mu francuskim telewizyjnym filmie biograficznym Le métis de Dieu (znany także pod anglojęzycznym tytułem The Jewish Cardinal; w Polsce znany pod tytułem festiwalowym Żydowski kardynał), wyreżyserowanym przez Ilana Durana Cohena. Film ten został po raz pierwszy pokazany 24 marca 2013 roku w szwajcarskiej stacji telewizyjnej RTS Un, z kolei 21 listopada tego roku odbyła się jego światowa premiera.